# پریواس
پریواس (انگلیسی: Prevas) شرکت فناوری اطلاعات سوئدی است، که در سال ۱۹۸۵ تأسیس شد.